# Sonny Greenwich
Sonny Greenwich (Hamilton (Ontario), 1 januari 1936) is een Canadees jazzgitarist. Hij speelde in grote Canadese en Amerikaanse steden, waaronder een concert in de Carnegie Hall. Hij trad op met musici als Charles Lloyd, Wayne Shorter, Pharoah Sanders, McCoy Tyner, Chick Corea, John Handy en Sun Ra.

## Biografie
Sonny Greenwich, geboren in Hamilton, Ontario, viel in 1959 voor het eerst op voor zijn stijl in Toronto, Ontario. In 1965 trad hij op in New York in The Village Gate met saxofonist Charles Lloyd. De reputatie van Greenwich groeide door mond-tot-mondreclame, wat hem onder de aandacht bracht van John Handy, met wie hij van december 1966 tot maart 1967 speelde in Vancouver, Seattle, San Francisco en New York, waar hij speelde met een andere Canadees, bassist Don Thompson. Columbia Records bracht hun concertoptreden uit als Spirituals to Swing. Het was ook in die tijd dat Greenwich het album Third Season opnam, met de longtime John Coltrane-saxofonist Hank Mobley bij Blue Note Records. The New Grove Dictionary of Jazz stelt, dat sommige critici Greenwich beschouwen als de belangrijkste Canadese jazzman. Hij wordt vermeld als een van de '10 Best Canadian Jazz Musicians of All Time' in het Canadese Book of Lists en in The History of the guitar in jazz schrijft Barney Kessel: 'Er schuilt een diepe emotie en oprechtheid in Sonny's muziek ... en ik beschouw hem als een heel zeldzaam soort talent'. Greenwichs bekendheid staat beschreven in de Canadian Encyclopedia en de Jazz in Canada. Michael Bloomfield noemde Sonny Greenwich als een van zijn favoriete jazzgitaristen in de uitgave van Guitar Player van augustus 1971, waarin hij verklaarde: 'Er is een man genaamd Sonny Greenwich, uit Canada, hij is een fenomeen. Ze praten over John McLaughlin, hij is de Coltrane onder de gitaristen'.
In 1968 leidde Sonny Greenwich zijn eigen kwartet, van pianist Teddy Saunders, bassist Jimmy Garrison en drummer Jack DeJohnette in de Village Vanguard in New York. In december 1969 trad Greenwich op met Miles Davis, Wayne Shorter, Chick Corea, Dave Holland en Tony Williams in de Colonial Tavern in Toronto. Het jaar daarop opende Greenwichs eigen band voor de Miles Davis-band in de Massey Hall. In 2006 werd hij benoemd tot lid in de Orde van Canada.

## Discografie
- 1970: The Old Man and the Child (CBC/Sackville)
- 1974: Sun Song Akasha, (CBC)
- 1979: Evolution, Love's Reverse (PM Records)
- 1979: Days Gone By (Sackville Records) met Ed Bickert
- 1986: Bird of Paradise (Justin Time Records)
- 1987: Live at Sweet Basil (Justin Time)
- 1991/1992: Standard Idioms (Kleo)
- 1994: Outside In (Justin Time) met Paul Bley
- 1994: Hymn to the Earth (Kleo)
- 1995: Welcome: Mother Earth (Justin Time)
- 1995: Spirit in the Air (Kleo)
- 1993/1997: Kenny & Sonny live at the Montreal Jazz Festival (Justin Time) met Kenny Wheeler
- 2001: Fragments of a Memory, (Cornerstone)
- 2003: Special Angel (CBC) met Marilyn Lerner

- Bibliothèque nationale de France: cb14183299q (data)
- Gemeinsame Normdatei: 1029567425
- International Standard Name Identifier: 0000 0001 1437 2591
- Library of Congress Control Number: no98005224
- MusicBrainz: dcb25490-3d01-4b1d-91f9-98dd216f596e
- Nationale Bibliotheek van Tsjechië: ola2002159380
- Nationale Bibliotheek van Israël: 987007324913005171
- Système universitaire de documentation: 175078432
- Virtual International Authority File: 7003215
- WorldCat: E39PBJrWG64ypbMVFGw6xBwgrq